# Budynek Plac Kościeleckich 8 w Bydgoszczy
Budynek Plac Kościeleckich 8 w Bydgoszczy – zabytkowy budynek oświatowy w Bydgoszczy, początkowo szkoła powszechna, od 2010 r. w gestii Uniwersytetu Kazimierza Wielkiego. 

## Położenie
Budynek stoi w południowej pierzei Placu Kościeleckich przy skrzyżowaniu z ul. Bernardyńską. 

## Historia
Budynek wzniesiono w latach 1890–1892 według projektu miejskiego radcy budowlanego Carla Meyera. Do 1920 r. służył jako pierwsza żeńska szkoła ludowa (niem. Erste Mädchen von Volkschule). 
W 1921 roku przeniesiono do gmachu Polską Szkołę Powszechną im. Księdza Piramowicza. Była to 7-klasowa polska, koedukacyjna Szkoła Powszechna, której kierownikiem w 1925 r. był p. Smarzyk, a w 1933 r. p. Menzel. Do 1930 r. funkcjonowała ona wspólnie z niemiecką, ewangelicką szkołą powszechną, umieszczoną w skrzydle budynku. W 1933 r. utworzono dwie szkoły rodzajowe; męską i żeńską. 
W czasie okupacji przez pewien czas znajdowało się tu więzienie, a w 1945 roku szpital wojskowy. W okresie powojennym w budynku mieściła się szkoła podstawowa nr 8 im. Tadeusza Kościuszki. Po jej likwidacji w 2004 r. budynek przeznaczono dla Sądu apelacyjnego, którego lokalizacja w Bydgoszczy była rozważana. Wobec fiaska tych planów, budynek użytkowała Szkoła Policealna Organizacji i Zarządzania, a od 2007 r. również Muzeum Wolności i Solidarności w Bydgoszczy.
W 2010 r. budynek został przekazany na własność Uniwersytetowi Kazimierza Wielkiego w Bydgoszczy. W II połowie 2021 przeprowadzono remont elewacji obiektu.

## Architektura
Architektura budynku jest charakterystyczna dla XIX-wiecznych budowli użyteczności publicznej w Bydgoszczy, z przewagą elementów neogotyckich i neoromańskich.
Budynek posiada ceglaną, zdobioną elewację. Jest założony na planie litery „L”, dwuskrzydłowy, dwupiętrowy, podpiwniczony, z poddaszem użytkowym. Elewacje są dzielone lizenami i zdobione fryzem ceglanym z wzorem czwórliścia, biegnącym pod gzymsem. Ryzality są zakończone trójkątnymi szczytami schodkowymi.